# Aurofilicidad

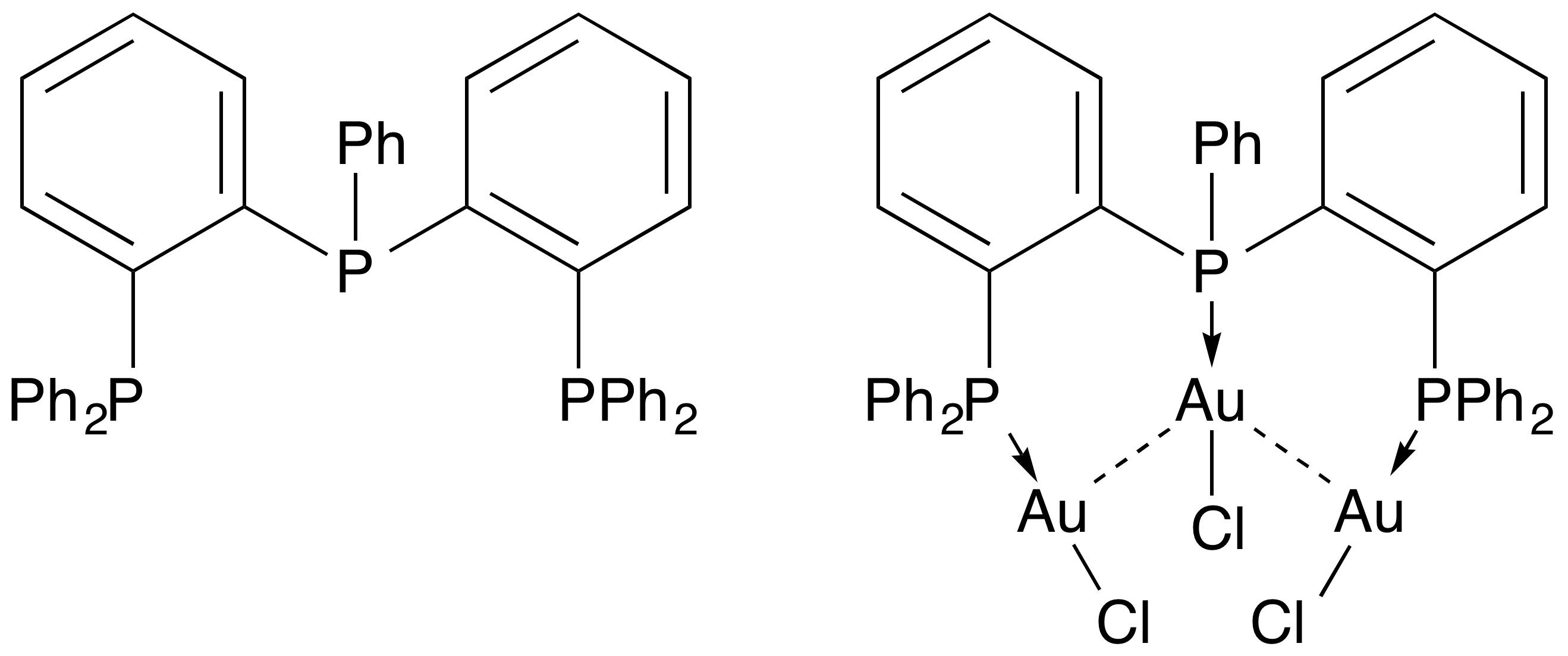
Enlaces débiles oro-oro impidiendo la rotación libre en un compuesto de coordinación

En química, la aurofilicidad se refiere a la aparente tendencia de los complejos de oro de agregarse mediante la formación de enlaces débiles oro-oro. El fenómeno se observa más comúnmente mediante cristalografía de compuestos de Au(I). El enlace aurofílico tiene una longitud de aproximadamente 3.0 Å, y una fuerza de aproximadamente 7-12 kcal/mol, que es comparable con la fuerza de un enlace de hidrógeno. Se considera que la interacción aurofílica  es el resultado de una correlación electrónica de los componentes de capas internas, algo similar a las interacciones de van der Waals, pero excepcionalmente fuertes debido a efectos relativistas.
Existen interacciones metalofílicas similares entre algunos otros pocos metales pesados (como el mercurio), y puede observarse entre átomos de elementos diferentes. Algunos ejemplos documentados incluyen Hg(II)···Au(I), Hg(II)···Pt(II), y Hg(II)···Pd(II).